# Parafia św. Marii Magdaleny i św. Mikołaja w Chełmcach
Parafia św. Marii Magdaleny i św. Mikołaja w Chełmcach – parafia rzymskokatolicka, znajdująca się w diecezji kieleckiej, w dekanacie piekoszowskim.

## Proboszczowie
- ks. Stanisław Malec (1999 – )[1]